# Accacidia jacobii
Accacidia jacobii är en insektsart som beskrevs av Sohi 1986. Accacidia jacobii ingår i släktet Accacidia och familjen dvärgstritar. Inga underarter finns listade i Catalogue of Life.